# Dia de la República de l'Índia

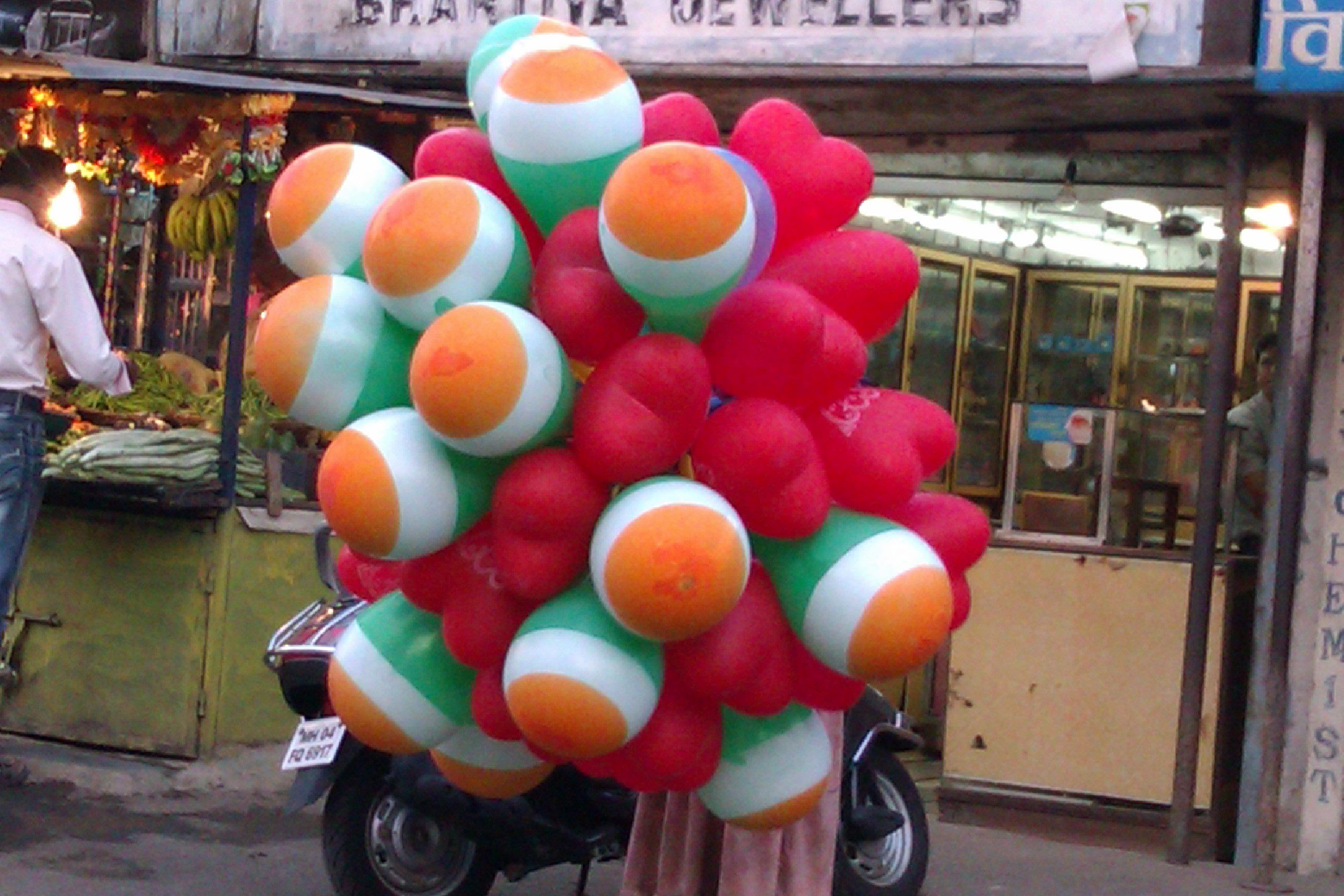
Globus amb els tres colors de la bandera índia.

A l'Índia, el Dia de la República ret homenatge a la data en què va entrar en vigor la Constitució de l'Índia, el 26 de gener de 1950, en substitució de la Llei de govern de l'Índia de 1935, com a document de govern de l'Índia. És una de les tres festes nacionals de l'Índia. La nova Constitució, redactada i aprovada per l'Assemblea Constituent de l'Índia, va entrar en vigor el 26 de gener de 1950 i l'Índia va esdevenir una república.

## Celebracions
Mentre que el Dia de la Independència de l'Índia celebra la seva independència del domini britànic, el Dia de la República celebra l'entrada en vigor de la seva Constitució. La principal celebració del Dia de la República es duu a terme a Rajpath (Nova Delhi) davant el president de l'Índia. També s'organitzen celebracions amb diferents graus de formalitat a les capitals d'estats, on el governador de l'estat desplega la bandera de l'Índia.